# 早川一枝
早川 一枝（はやかわ かずえ、1947年6月13日 - ）は、日本の元競泳選手。静岡県出身。1964年東京オリンピック日本代表。400m・800m・1500m自由形の元日本記録保持者。

## 経歴
富士市立富士中学校、吉原市立商業高等学校、別府大学卒。
1962年アジア競技大会の400m自由形で2位入賞を果たした。
1964年東京オリンピック日本代表に選出された。400m自由形に出場し、予選落ちだった。
1966年アジア競技大会に出場、400m自由形と400mフリーリレーで2冠を達成した。
日本選手権の400m自由形では4連覇、800m自由形では6連覇を達成している。400mの4連覇は6連覇の五十嵐千尋、5連覇の山田沙知子に次ぐ歴代3位の記録。800mの6連覇は7連覇の山田沙知子に次ぐ歴代2位の記録。

## 主な実績
- 1962年日本選手権　800m・日本新[6]
- 1962年アジア競技大会[3]　400m自由形2位
- 1963年高校総体　400m自由形優勝[7]　800m自由形優勝[8]
- 1963年日本選手権水泳競技大会　400m自由形優勝[7]　800m自由形優勝・日本新[5]
- 1964年日本選手権　400m自由形優勝・日本新[4]　800m自由形優勝[5]
- 1964年東京オリンピック[3]　400m自由形予選落ち
- 1965年高校総体　400m自由形優勝[7]　800m自由形優勝[8]
- 1965年日本選手権　400m自由形優勝[4]　800m自由形優勝[5]
- 1966年日本選手権　400m自由形優勝[4]　800m自由形優勝[5]
- 1966年日本学生選手権　400m自由形優勝[9]
- 1966年アジア競技大会[3]　400m自由形優勝　400mフリーリレー優勝
- 1967年日本選手権　800m自由形優勝[5]
- 1968年日本選手権　800m自由形優勝[5]
- 1968年日本学生選手権　400m自由形優勝[9]